# Jon Polito
Jon Polito (Philadelphia (Pennsylvania), 29 december 1950 – Duarte (Californië), 1 september 2016) was een Amerikaans acteur.

## Carrière
Polito verscheen al in zo'n 160 producties op tv en in speelfilms. Zo was hij onder meer te zien in Highlander, Flodder in Amerika!, The Crow, View from the Top en American Gangster. Ook speelde hij vele gastrollen in televisieseries, waaronder in Miami Vice, Empty Nest, Tales from the Crypt, Murder, She Wrote en Roseanne. Hij had een vaste rol in de serie Homicide: Life on the Street, maar werd na 13 afleveringen ontslagen na een meningsverschil met producer Tom Fontana.
De kleine, kale en gezette acteur met zijn kenmerkende snor werd al vaak gecast als een gangster of een politieagent. Op Broadway verscheen Polito in 1977 in het stuk American Buffalo, Curse of the Aching Heart (1982, met Faye Dunaway) en de 1984-revival van Death of a Salesman (met Dustin Hoffman, uitgezonden door CBS in 1985). Tevens speelde hij de hoofdrol in de originele productie van Other People's Money. Hij maakte zijn speelfilmdebuut in Gangster Wars uit 1981 en speelde Tommy Lucchese in de televisieserie The Gangster Chronicles uit 1981. Polito is daarbij bekend dankzij zijn rollen in verschillende films van de Coen Brothers, zoals Johnny Caspar in Miller's Crossing (1990), Lou Breeze in Barton Fink (1991) en detective Da Fino in The Big Lebowski (1998). Ook had hij een prominente rol in Flodder in Amerika!.
Polito overleed op 65-jarige leeftijd in een ziekenhuis in Duarte bij Los Angeles aan bloedkanker.

## Filmografie
- Gangster Wars (1981) - Thomas 'Three Finger Brown' Lucchese
- The Gangster Chronicles Televisieserie - Thomas 'Three Finger Brown' Lucchese (13 afl., 1981)
- The Clairvoyant (1982) - Sporaco
- Running Out (Televisiefilm, 1983) - Joe Poswalsky
- The Princess and the Call Girl (1984) - Privé-detective
- A Good Sport (Televisiefilm, 1984) - Man in taxi
- C.H.U.D. (1984) - Nieuwslezer
- Compromising Positions (1985) - Politieagent #1
- Death of a Salesman (Televisiefilm, 1985) - Howard, Willy's baas
- Remo Williams: The Adventure Begins (1985) - Zack
- Dream Lover (1986) - Dokter James
- A Deadly Business (Televisiefilm, 1986) - Vitola
- Highlander (1986) - Det. Walter Bedsoe
- Fire with Fire (1986) - Mr. Duchard, de Baas
- The Equalizer Televisieserie - Gianni (Afl., Unpunished Crimes, 1986)
- Crime Story (Televisiefilm, 1986) - Phil Bartoli
- Critical Condition (1987) - Kline
- The Equalizer Televisieserie - Carmack (Afl., Memories of Manon: Part 1 & 2, 1987)
- Ohara Televisieserie - Kapt. Ross (Afl. onbekend, 1987)
- Memories of Manon (Televisiefilm, 1988) - Carmack
- Alone in the Neon Jungle (Televisiefilm, 1988) - Brad Stakowski
- Wiseguy Televisieserie - Eddie Van Platt (Afl., Player to Be Named Now, 1988)
- Crime Story Televisieserie - Phil Bartoli (Afl., Pilot #1, 1986|The St. Louis Book of Blues, 1986|Ground Zero, 1987|The Hearings, 1988, niet op aftiteling)
- Homeboy (1988) - Moe Fingers
- Miami Vice Televisieserie - El Gato (Afl., Hostile Takeover, 1988|Redemption in Blood, 1988)
- The Equalizer Televisieserie - David Pfieffer (Afl., Silent Fury, 1989)
- Trying Times Televisieserie - Agent Caponello (Afl., Death and Taxes, 1989)
- The Freshman (1990) - Agent Chuck Greenwald, Dept. of Justice Fish & Game Division
- Miller's Crossing (1990) - Johnny Caspar
- Barton Fink (1991) - Lou Breeze
- The Rocketeer (1991) - Otis Bigelow
- Tales from the Crypt Televisieserie - Nikos Stano (Afl., Deadline, 1991)
- Empty Nest Televisieserie - Slocum (Afl., Harry's Got a Gun, 1991)
- Hearts Are Wild Televisieserie - Pepe (Afl. onbekend, 1992)
- Leather Jackets (1992) - Fat Jack
- Flodder in Amerika! (1992) - Larry Rosenbaum
- Rivalen des Glücks - The Contenders (1993) - Pedro Perusia
- Dinosaurs Televisieserie - Ty Warner (Afl., Dirty Dancin', 1993, stem)
- Fallen Angels Televisieserie - Al Reseck (Afl., I'll Be Waiting, 1993)
- The Untouchables Televisieserie - Tommy Palumbo (Afl., Railroaded, 1993)
- Viper (Televisiefilm, 1994) - Rol onbekend
- Viper Televisieserie - Raadsman Strand (Afl., Pilot, 1994)
- Homicide: Life on the Street Televisieserie - Det. Steve Crosetti (13 afl., 1993-1994)
- The Hudsucker Proxy (1994) - Mr. Bumstead
- The Crow (1994) - Gideon, eigenaar pandjeshuis
- Murder, She Wrote Televisieserie - Lt. Peter DiMartini (Afl., The Dead File, 1992|A Murderous Muse, 1994)
- Blankman (1994) - Michael 'The Suit' Minelli
- Girls in Poison (Televisiefilm, 1994) - Boss Johnson
- The Shaggy Dog (Televisiefilm, 1994) - Detective Al
- Chicago Hope Televisieserie - Det. Bill Ranford (Afl., Life Support, 1995)
- Mad About You Televisieserie - Ralphy (Afl., My Boyfriend's Back!, 1995)
- Fluke (1995) - Boss
- Burke's Law Televisieserie - Rol onbekend (Afl., Who Killed Cock-a-Doodle Dooley?, 1995)
- Bushwhacked (1995) - Agent Palmer
- Dream On Televisieserie - Rol onbekend (Afl., Toby or Not Toby, 1991|Significant Author, 1995)
- NYPD Blue Televisieserie - Paul Biaggi (Afl., One Big Happy Family, 1995)
- The Invaders (Televisiefilm, 1995) - Whitley, Metro HQ (Niet op aftiteling)
- High Society Televisieserie - Alvin Spalding (Afl., We Ought to Be in Pictures, 1995)
- Homeward Bound II: Lose in San Francisco (1996) - Ashcan (Stem)
- Swift Justice Televisieserie - Tom Luddy (Afl., Supernote, 1996)
- The Pretender Televisieserie - Hansel (Afl., A Virus Among Us, 1996)
- Roseanne Televisieserie - Mr. Russo (Afl., Millions from Heaven, 1996)
- New York Undercover Televisieserie - John Dennis (Afl., Andre's Choice, 1996)
- Just Your Luck (Video, 1996) - Nick
- Money Play$ (Televisiefilm, 1997) - Lou Spano
- Inside Out (1997) - Paparazzi Man
- Early Edition Televisieserie - Louie DeFozio (Afl., The Cat, 1997)
- Invasion (Televisiefilm, 1997) - Det. Kemper
- The Corporate Ladder (1997) -
- Night Man Televisieserie - Al Capone (Afl., That Ol' Gang of Mine, 1997)
- Nowhere Land (1998) - Frank
- Fired Up Televisieserie - Sam Harris (Afl., Domestic Bliss, 1998)
- Players Televisieserie - Pappas (Afl., Mint Condition, 1998)
- Veronica's Closet Televisieserie - Mr. Lehman (Afl., Veronica's Dog Day Afternoon, 1998)
- Jenny Televisieserie - Sid Bouchie (Afl., A Girl's Gotta Get It, 1998)
- New York Undercover Televisieserie - Rinaldi (Afl., Drop Dead Gorgeous, 1998)
- Seinfeld Televisieserie - Silvio (Afl., The Reverse Peephole, 1998)
- The Defenders: Choice of Evils (Televisiefilm, 1998) - D.A. Al Orsini
- The Big Lebowski (1998) - Da Fino
- Tale of the Mummy (1998) - Parsons
- With Friends Like These... (1998) - Rudy Ptak
- Honey, I Shrunk the Kids Televisieserie - Marv Fishman (Afl., Honey, She's Like a Fish Out of Water, 1998)
- Music from Another Room (1998) - Lorenzo Palmieri
- Millennium Televisieserie - Eddie Scarpino Giannini (Afl., Omertà, 1998)
- Carlo's Wake (1999) - Oom Gus
- Surgeon General's Warning (1999) - The Other Guy
- Angel's Dance (1999) - Oom Vinnie
- Road Kill (1999) - Jelly
- Lands of Lore III (Computerspel, 1999) - Dark Army Orc, Elliott de bewaker, Viscosa (Stem)
- Nash Bridges Televisieserie - Roland Margolis (Afl., Truth and Consequences, 1999)
- G vs E Televisieserie - Howard (Afl., Sunday Night Evil, 1999)
- The Apartment Complex (Televisiefilm, 1999) - Dr. Caligari
- Stuart Little (1999) - Detective Sherman
- Flies on Cupid (2000) - Giorgio Gagantano
- The Pretender Televisieserie - Constantin Falzone (Afl., Cold Dick, 2000)
- Homicide: The Movie (Televisiefilm, 2000) - Steve Crosetti
- Early Edition Televisieserie - Cliff Mourning (Afl., Snow Angels, 2000)
- Popular Televisieserie - Caesar Croutons (Afl., Hard on the Outside, Soft in the Middle, 2000)
- The Invisible Man Televisieserie - Eddie The Mammoth (Afl., Pilot, 2000)
- The Adventures of Rocky & Bullwinkle (2000) - Schoentell
- After Sex (2000) - Naldo
- The Tangerine Bear (2000) - Virgil (Stem)
- Boys Life 3 (2000) - Paparazzi (Segment 'Inside Out')
- Batman Beyond Televisieserie - The Major (Afl., Betrayal, 2000, stem)
- Nature Boy (Televisiefilm, 2000) - Mort Ruby
- The Tailor of Panama (2001) - Ramón Rudd, de bankier
- The Drew Carey Show Televisieserie - De baby (Stem) (Afl., Drew and the Baby, 2001)
- Frank's Last Dance (2001) - Frank
- The Shrink Is In (2001) - Rechter Bob
- The Man Who Wasn't There (2001) - Creighton Tolliver
- Gideon's Crossing Televisieserie - Lou Peda (Afl., The Race, 2001)
- The Chris Isaak Show Televisieserie - Rhonda Parks (Afl., Our Place, 2001)
- Mimic 2 (DVD, 2001) - Morrie Deaver
- The Drew Carey Show Televisieserie - Stansfield (Afl., The Curse of the Mummy, 2002|The Enabler, 2002)
- The Chronicle Televisieserie - Donald Stern (22 afl., 2001-2002)
- Gilmore Girls Televisieserie - 'Father' in Kirk's film (Afl., Teach Me Tonight, 2002)
- Becker Televisieserie - Leonard Nagle (Afl., Piece Talks, 2002)
- Women vs. Men (Televisiefilm, 2002) - Desk Sgt.
- Push, Nevada Televisieserie - Silas Bodnick (Afl., The Amount, 2002)
- She Spies Televisieserie - Edward Malloy (Afl., Ice Man, 2002)
- Black Mask 2: City of Masks (2002) - Mr. King
- Life on Parole (Televisiefilm, 2003) - Ernie
- The Singing Detective (2003) - Tweede schurk
- Murder Investigation Televisieserie - Richard Maughm (Afl., The Silver Slayer, 2003)
- Crossing Jordan Televisieserie - Dick (Afl., Wild Card, 2003)
- View from the Top (2003) - Roy Roby
- Oliver Beene Televisieserie - Mr. Rayfield (Afl., Dancing Beene, 2003)
- Gilmore Girls Televisieserie - Pete (Afl., Happy Birthday, Baby, 2003)
- The Box (2003) - Michael Dickerson
- No Credits, No Peace (2003) - De netwerkdirecteur
- The Lyon's Den Televisieserie - Mr. Carpeggi (Afl., Trick or Treat, 2003)
- Gone But Not Forgotten (Televisiefilm, 2004) - Sam Oberhurst
- 10-8: Officers on Duty Televisieserie - Enzo Fontana (Afl., Wild and the Innocent, 2004)
- It's All Relative Televisieserie - Leonard (Afl., A Long Day's Journey Into Leonard's, 2004)
- Judging Amy Televisieserie - D.A. Gerald Abner (Afl., Disposable, 2004|The Quick and the Dead, 2004)
- The Jury Televisieserie - Johnny Pappas (Afl., The Boxer, 2004)
- Charlie the Ox (2004) - Freddy Boon
- The Last Shot (2004) - Wally Kamin
- Scrubs Televisieserie - Mr. Summers (Afl., My Female Trouble, 2004)
- Family Plan (Televisiefilm, 2005) - Gold
- Desperate Housewives Televisieserie - Charles Skouras (Afl., Love Is in the Air, 2005)
- Without a Trace Televisieserie - Jimmy 'The Tooth' Fusco (Afl., Lone Star, 2005)
- The Honeymooners (2005) - Kirby
- Ghost Whisperer Televisieserie - Joe Grimaldi (Afl., Pilot, 2005)
- Threshold Televisieserie - Nicky Frost (Afl., The Order, 2005)
- Avatar: The Last Airbender Televisieserie - Chief Arnook (Afl., The Waterbending Master, 2005, stem|The Siege of the North: Part 1 & 2, 2005, stem)
- The Buzz on Maggie Televisieserie - New Pupert/New Aldrin (Afl., Those Pesky Roaches, 2005, stem)
- Stiffs (2006) - John 'The Prince' Monaco
- Cleaners (2006) - Rol onbekend
- The Alibi (2006) - Jimmy de fotograaf
- Masters of Horror: Haeckel’s Tale (2006) - als Montesquino
- Cutting Room (2006) - Sandy
- Grilled (DVD, 2006) - Leon Waterman
- Flags of Our Fathers (2006) - Borough President
- Big Nothing (2006) - Agent Hymes
- Venus and Vegas (2007) - Frank
- Happily N'Ever After (2007) - Wolf #1 (Stem)
- Medium Televisieserie - Vincent Discala (Afl., Better Off Dead, 2007)
- Cougar Club (2007) - Mr. Archibald
- Dead Head Fred (Computerspel, 2007) - Ulysses S. Pitt (Stem)
- American Gangster (2007) - Rossi
- End of the Line (2007) - Mr. Demoon
- The Marconi Bros. (2008) - Lou Burns
- Rock Monster (Televisiefilm, 2008) - De kolonel
- Bart Got a Room (2008) - Bob
- Super Capers: The Origins of Ed and the Missing Bullion (2009) - Captain Sludge
- The Grind (2010) - HIM
- Burning Palms (2010) - Ned
- The Last Godfather (2010) - Don Bonfante
- Stiffs (2010) - John "The Prince" Monaco
- Venus & Vegas (2010) - Frank
- Atlas Shrugged: Part I (2011) - Orren Boyle
- Son of Morning (2011) - Mr. Bordasche
- From the Head (2012) - Vinnie
- Gangster Squad (2013) - Dragna
- Big Eyes (2014) - Enrico Banducci
- Modern Family (Comedyserie 2014-2016) - Earl Chambers[2]

- Biblioteca Nacional de España: XX1534912
- Bibliothèque nationale de France: cb14216767x (data)
- Gemeinsame Normdatei: 142068020
- International Standard Name Identifier: 0000 0001 1494 9178
- Library of Congress Control Number: no97060200
- MusicBrainz: 0280c8b4-d815-496a-8fed-50918fb124c0
- Nationale Bibliotheek van Israël: 987007454776305171
- Système universitaire de documentation: 090857534
- Virtual International Authority File: 87257618
- WorldCat: E39PBJjRRQm3PWKRhPTbYCPvpP